# Lotus 74
Lotus 74, noszący także oznaczenie Texaco Star – samochód Formuły 2, zaprojektowany przez Ralpha Bellamy'ego i uczestniczący w serii w 1973 roku.

## Charakterystyka
Samochód został zaprojektowany przez Ralpha Bellamy'ego i używał pewnych rozwiązań z modelu 72, takich jak zawieszenie z drążkiem skrętnym, przednie hamulce skierowane do wewnątrz i umieszczone skrajnie chłodnice (wody z prawej, a oleju z lewej strony). Napędzany był przez wykonany ze stopu metali lekkich silnik Ford BDA/Lotus 906, rozwijany specjalnie dla tego modelu przez Novamotor. Miał on pojemność 1973 cm³ i dysponował mocą 275 KM. Monokok został wyprodukowany z aluminium, a karoseria – z włókna szklanego. Samochód był sponsorowany przez Texaco, stąd też na samochodzie znajdowały się loga Texaco Star. Jego kierowcami byli Emerson Fittipaldi, Ronnie Peterson i Dave Morgan, a ich głównym mechanikiem był Jim Endruweit. W trakcie sezonu w modelu dochodziło do wielu usterek i Lotus po 1973 roku wycofał się z Formuły 2. Jako że Lotus 96T nigdy nie wziął udziału w wyścigu, Lotus 74 jest ostatnim otwartym jednomiejscowym modelem Lotusa wystawionym przez fabryczny zespół, który rywalizował w kategorii innej niż Formuła 1.

## Wyniki w Formule 2
| Legenda oznaczeń w tabelach wyników Wyświetl szablon na nowej stronie | Legenda oznaczeń w tabelach wyników Wyświetl szablon na nowej stronie                                                                     |
| Oznaczenie                                                            | Wyjaśnienie |
| --------------------------------------------------------------------- | --- |
| Złoty                                                                 | Zwycięzca lub mistrzostwo |
| Srebrny                                                               | 2. miejsce lub wicemistrzostwo |
| Brązowy                                                               | 3. miejsce lub II wicemistrzostwo |
| Zielony                                                               | Ukończył, punktował (w klasyfikacji generalnej, gdy zdobył co najmniej jeden punkt na przestrzeni sezonu, poza trzema powyższymi opcjami) |
| Niebieski                                                             | Ukończył, nie punktował (w klasyfikacji generalnej, gdy nie zdobył co najmniej jednego punktu na przestrzeni sezonu)                      |
| Czerwony                                                              | Nie zakwalifikował się (NZ) |
| Czerwony                                                              | Nie prekwalifikował się (NPK) |
| Różowy                                                                | Nie ukończył (NU) |
| Różowy                                                                | Niesklasyfikowany (NS) (w klasyfikacji generalnej, gdy nie został sklasyfikowany w żadnym wyścigu sezonu)                                 |
| Czarny                                                                | Zdyskwalifikowany (DK) |
| Czarny                                                                | Wykluczony (WYK/EX) |
| Biały                                                                 | Nie wystartował (NW) |
| Biały                                                                 | Kontuzjowany (K/INJ) |
| Biały                                                                 | Wyścig odwołany (OD/C) |
| Bez koloru                                                            | Został wycofany (WYC/WD) |
| Bez koloru                                                            | Nie przybył (NP/DNA) |
| Bez koloru                                                            | Nie brał udziału w treningach (NT/DNP) |
| Bez koloru                                                            | Nie został zgłoszony (–) |
| Pogrubienie                                                           | Start z pole position |
| Kursywa                                                               | Najszybsze okrążenie wyścigu |
| †                                                                     | Nie ukończył, ale jego rezultat został zaliczony ze względu na przejechanie więcej niż 90% dystansu wyścigu.                              |
| *                                                                     | Sezon w trakcie |
| 1/2/3                                                                 | Punktowana pozycja w sprincie kwalifikacyjnym                                                                                             |
| Lista systemów punktacji Formuły 1                                    | |

| Sezon | Zespół            | Silnik | Kierowcy           | Wyniki w poszczególnych eliminacjach | Wyniki w poszczególnych eliminacjach | Wyniki w poszczególnych eliminacjach | Wyniki w poszczególnych eliminacjach | Wyniki w poszczególnych eliminacjach | Wyniki w poszczególnych eliminacjach | Wyniki w poszczególnych eliminacjach | Wyniki w poszczególnych eliminacjach | Wyniki w poszczególnych eliminacjach | Wyniki w poszczególnych eliminacjach | Wyniki w poszczególnych eliminacjach | Wyniki w poszczególnych eliminacjach | Wyniki w poszczególnych eliminacjach | Wyniki w poszczególnych eliminacjach | Wyniki w poszczególnych eliminacjach | Wyniki w poszczególnych eliminacjach | Wyniki kierowców | Wyniki kierowców |
| 1973  |                   |        |                    | Wielka Brytania                      | Niemcy                               | Wielka Brytania                      | Niemcy                               | Szwecja                              | Belgia                               | Niemcy                               | Francja                              | Włochy                               | Szwecja                              | Szwecja                              | Włochy                               | Austria                              | Niemcy                               | Francja                              | Włochy                               | Pkt.             | Msc.             |
| ----- | ----------------- | ------ | ------------------ | ------------------------------------ | ------------------------------------ | ------------------------------------ | ------------------------------------ | ------------------------------------ | ------------------------------------ | ------------------------------------ | ------------------------------------ | ------------------------------------ | ------------------------------------ | ------------------------------------ | ------------------------------------ | ------------------------------------ | ------------------------------------ | ------------------------------------ | ------------------------------------ | ---------------- | ---------------- |
| 1973  | Texaco Team Lotus | Lotus  | Ronnie Peterson    | -                                    | -                                    | -                                    | -                                    | -                                    | NU                                   | -                                    | NW                                   | -                                    | -                                    | 5                                    | 7                                    | -                                    | -                                    | DK                                   | NU                                   | 0                | NS               |
| 1973  | Texaco Team Lotus | Lotus  | Emerson Fittipaldi | -                                    | -                                    | -                                    | -                                    | -                                    | NU                                   | -                                    | NU                                   | -                                    | -                                    | -                                    | -                                    | -                                    | -                                    | -                                    | -                                    | 0                | NS               |
| 1973  | Texaco Team Lotus | Lotus  | Dave Morgan        | -                                    | -                                    | -                                    | -                                    | -                                    | -                                    | -                                    | -                                    | -                                    | -                                    | -                                    | NU                                   | -                                    | -                                    | NZ                                   | NU                                   | 0                | NS               |